# Kabelfabriken

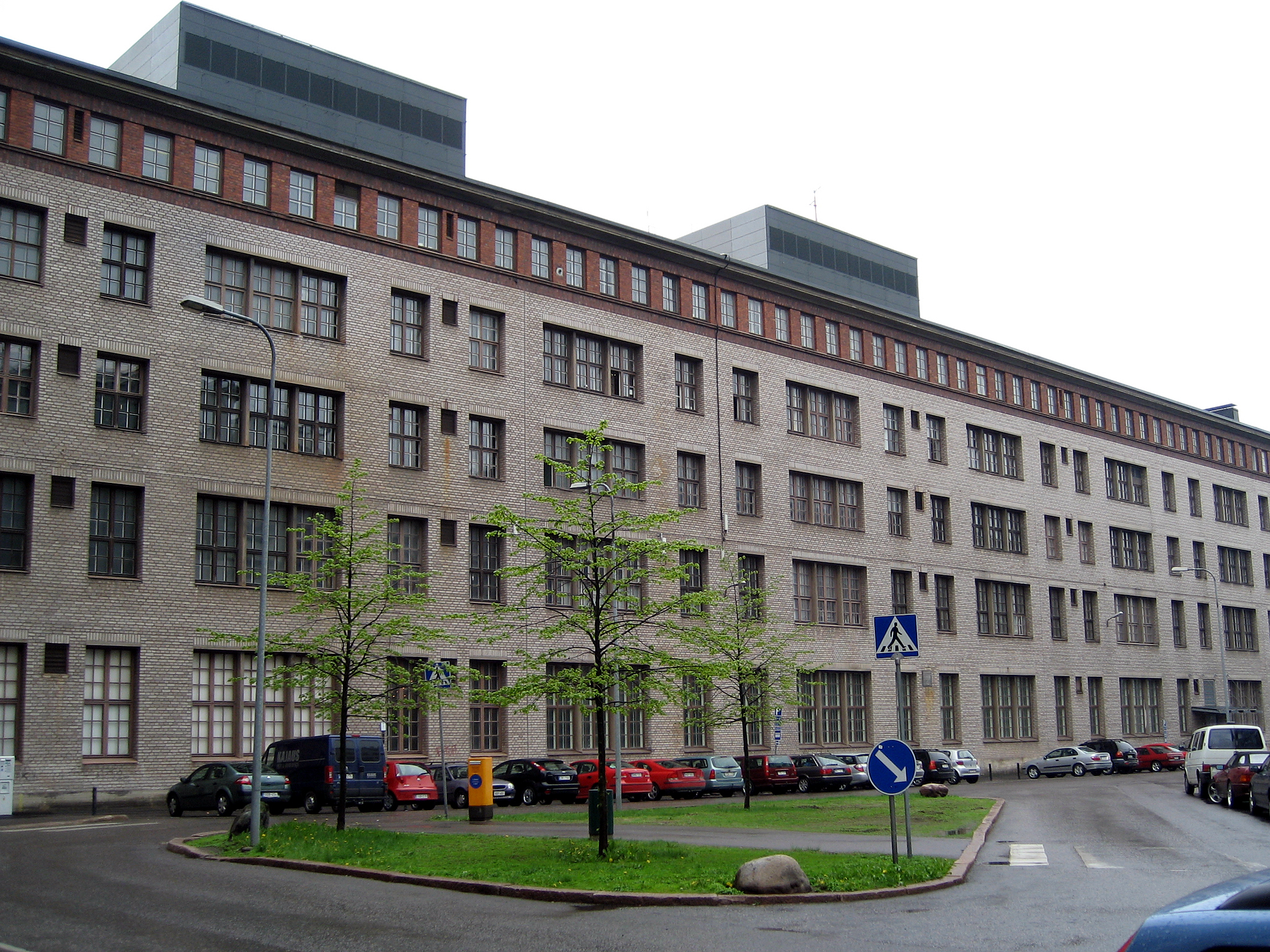
Kabelfabriken

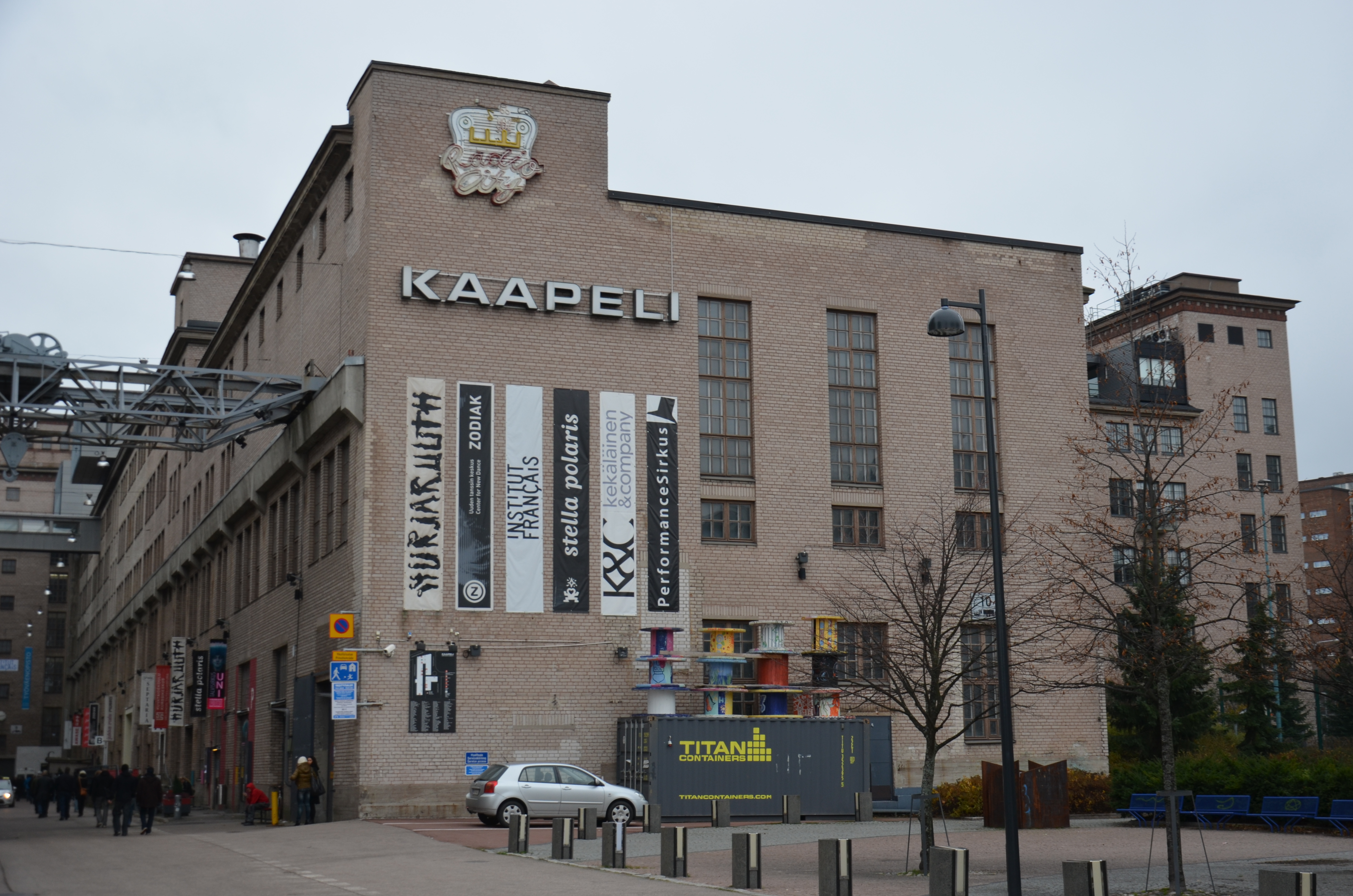
Kabelfabriken

Kabelfabriken (finska: Kaapelitehdas) är Finska Kabelfabrikens före detta fabriksbyggnad i Gräsviken i Helsingfors. Numera används byggnaden för kulturändamål. I Kabelfabriken ordnas olika kulturevenemang. Det finns de tre museerna Finlands fotografiska museum, Teatermuseet och Finlands hotell- och restaurangmuseum, gallerier, dansteatrar, konstskolor, konstnärer, band och kreativa företag.  
Byggnaden byggdes i tre skeden åren 1939–1954 för Finska Kabelfabriken (Suomen Kaapelitehdas Oy). För ritningarna stod Wäinö Palmqvist. Kabelproduktionen inleddes år 1943. År 1987 lades produktionen ned och Kabelfabrikens dåvarande ägare Nokia avtalade med Helsingfors stad om byggnadens kommande användning. 
I dag är byggnaden och industrimiljön skyddad. Fastighetsaktiebolaget Kiinteistö Oy Kaapelitalo ansvarar för utveckling av helheten, uthyrning av lokaler och grundrenovering av byggnaden. Fastighetsbolaget ägs av Helsingfors stad. Sedan början av 2008 har Kiinteistö Oy Kaapelitalo också förvaltat byggnaderna i Södervik, det gamla energiproduktionsområdet i Sörnäs i Helsingfors.
Kabelfabriken är medlem av Trans Europe Halles, ett nätverk för oberoende europeiska konstcenter.